# ナーズ (キャンディ)
「ナーズ（Nerds）」はアメリカ合衆国のキャンディ。1983年サンマークコーポレーションからウィリー・ウォンカ・キャンディカンパニーブランド名義で発売され、現在はフェレロ傘下のフェラーラ・キャンディカンパニーにより製造されている。イメージキャラクターの描かれたパッケージには、通常2種類のフレーバーが内包されるが、より多くのフレーバーを含んだ大型のパッケージ「レインボー」も存在する。登場した1980年代以降、「ポップロックス」や「キャンディーボタン」、「マイク＆アイク」など強力なライバルたちとの競合を繰り広げつつ、今日までロングランヒットを続ける人気菓子である。

## 製造方法
食品業界の秘密を紹介するテレビ番組「アンラップド」で、初めに砂糖の結晶を作り、それを更に砂糖でコーティングしていく製法が紹介された。工場内では砂糖の結晶を樽のような形のコンテナに詰め、回転させながら砂糖のコートを流し込んで固めていく。元の結晶の色は純白だが、コーティングの際樽ごとに各フレーバーの味付けと着色がなされる。完成したナーズはフレーバー2種のコンビネーションで包装される。なおアメリカで最もポピュラーな組み合わせはグレープとストロベリーである。キャンディの核は1つまたは複数のスクロースの結晶により構成される。これらの透明な単斜晶系結晶は約0.2～1ミリの大きさで、不規則な形状を生み出す要因となっている。表面はカルナウバロウで覆われているため光沢と硬い歯応えがある。

## 栄養成分
ナーズを構成するのは主に砂糖で、成分は上位から順にグルコース、砂糖、リンゴ酸である。残りの成分は全体の2パーセント以下に過ぎず、それらはコーンシロップ、カルナウバロウ、人工香料、人工着色料で、人工着色料はフレーバーにより異なる。およそスプーン1杯分15グラムのカロリーは60kcalで、ごく僅かな脂質やタンパク質を除くとほとんどが炭水化物である。ナーズのアレルギー表示には、小麦と卵を取り扱う工場で生産されている旨記載されている。

## バリエーション
現行、または過去に発売されたナーズのフレーバーのバリエーション、及び関連商品を以下に挙げる。

### フレーバー
以下すべてフレーバーコンビネーション（カラーコンビネーション）。
- ストロベリー＆グレープ（ピンク＆パープル）
- ワイルドチェリー＆スイカ（オレンジまたはレッド＆グリーン）
- サワー - ライトニングレモン＆アンプドアップル（イエロー＆ライトグリーン）
- ワイルドベリー＆ピーチ（ブルー＆オレンジ）
- スイカアンドパンチ＆ワイルドベリー（グリーン＆ブルー）
- マンゴーチリ＆グァバ（イエロー＆ピンク）
- ダブルディップ - レモネード/ワイルドチェリー＆アップル/スイカ（レッド＆イエロー）
- サーフ＆ターフ - トータリートロピカルパンチ＆ロードラッシュラズベリー（レッド＆ブルー）

### 関連商品
- サワーナーズ - 粒のサイズは大きいが、パッケージは通常のナーズと同じ。ライトニングレモン＆アンプドアップルに続き、ショッキングストロベリー＆エレクトリックブルーも発売された。
- ストロベリージャイアントチューイナーズ - 未来のナーズとも呼ばれ、噛み応えのあるゼリービーンズがカリカリのナーズに包まれている。
- ナーズロープ - 紐状のグミに様々な種類のフレーバーが絡められたナーズ。グミにはオリジナル、ベリー、トロピカルの3種類がある。
- レインボーナーズ - 複数のフレーバーが仕切りなしでひと箱に詰められたナーズ。
- ジャンボナーズ - 超大粒のナーズ。箱にはレギュラーサイズのナーズたちとシーソーに乗って張り合うジャンボナーズが描かれていた。
- ナーズガムボール - 中にナーズの入ったガムボール。
- 季節のナーズ - イベントに合わせて度々発売された。
  - スプーキーナーズ - ハロウィン。フルーツパンチ＆オレンジ。
  - フロスティナーズ - クリスマス。スイカ、チェリー、フルーツパンチ。
  - バレンタインナーズ - バレンタインデー。ミニチュアボックス入り。ミックスストロベリー＆フルーツパンチ。
  - ホッピンナーズ - イースター。ピンクレインボー＆ブルーレインボー。
- ナーズシリアル - 朝食用シリアル。キャンディ同様2種のフレーバー（オレンジ＆チェリー、グレープ＆ストロベリー）のコンビで供された。中央に仕切りとゲートがあり、フレーバーを分けたり混ぜたりできる専用ボウルも存在した[7]。
- ナーズチューインガム - 見た目がナーズそっくりなチューインガム。箱にはガムを膨らますナーズが描かれていた。
- ドゥイーブズ（英語版） - 酸味が少なくより深い味わいで3種のフレーバーが同梱されたナーズ。1990年代の一時期しか販売されなかった[8]。
- ネオンナーズ - 1996年に発売され、現在もオーストラリアとニュージーランドで販売されている。ピンクトリッキー、ライトニングライム、エレクトロオレンジ、の3フレーバーがあった。
- ナードジェリービーンズ - カルナウバロウでコーティングされたジェリービーンズで味はナーズそのものである。
- ウォンカレート - イギリス限定。スノーズベリーフレーバーのナーズが入った紫色のチョコレートバー。
- ナーズブリザード - デイリークイーンで販売されていたナーズ入りミルクシェイク。人気が振るわず絶版となりレギュラーメニューとしては復活していない[9]。
- キャンディナーズスラッシュ - ソニックドライブイン（英語版）で販売されていたナーズ入りのスラッシュ[10]。
- ナーダリシャス - 2005年イギリス限定で発売された。中にナーズが入ったグレープフレーバーの柔らかいスティック菓子[11][12]。

## 名称の由来
ローリン・ウィルソンによると、商品名の「ナーズ（Nerds）」はドクター・スースの著書『ぼくが動物園やったなら』に由来するとの説がある。一般的にこの児童書は歴史上初めて単語「ナード（Nerd）」が登場した出版物として認知され、今日日本語で言うところの「オタク」に近いスラング「ナード」の語源になったとされている。